# سيجا إيه إم 2

شعار سيجا آي إم تو كو ليميتد

سيجا إيه إم 2، (باليابانية:セガエイエムツー)أوSega Amusement Machine Research and Development Department 2 هو فريق برمجه والتطوير لشركة سيجا لعبة الفيديو. وكان الأصل المعروف باسم «سيجا الترفيهي تطوير قسم 8» ، الذي يرأسه من قبل المصمم الشهير يو سوزوكي .

## الألعاب
- فيرتشوا فايتر
- هانغ أون
- شينمو
- آوت رن
- سيگا رالي
- فيرتشوا كوب
- دايتونا USA
- سبيس هارير
- سونيك ذا فايترز

## وصلات خارجية
- Official website (الآرشيف)